# Al-Hamraa
Al-Hamraa (tiếng Ả Rập: الحمراء, cũng đánh vần al-Hamra) là một ngôi làng ở phía tây bắc Syria, một phần hành chính của Tỉnh Hama, nằm ở phía đông bắc của Hama. Các địa phương lân cận bao gồm Jubb al-Othman ở phía đông bắc, Abu al-Thuhur ở phía bắc, Fan al-Shamali ở phía tây, Maar Shahhur ở phía tây nam, Salamiyah ở phía nam và Sabburah ở phía nam. Theo Cục Thống kê Trung ương Syria (CBS), al-Hamraa có dân số 1.783 người trong cuộc điều tra dân số năm 2004. Đây là trung tâm hành chính và là địa phương lớn thứ hai của al-Hamraa nahiyah ("phân khu") bao gồm 44 địa phương với dân số tập thể là 32.604 trong năm 2004.
Năm 1838, al-Hamraa được phân loại là khirba ("ngôi làng tạm thời") ở quận Salamiyah. Nó nằm gần cung điện Qasr ibn Wardan.